# Peter Haggett
Peter Haggett, né le 24 janvier 1933 à Pawlett (Somerset) et mort le 9 février 2025, est un géographe et académicien britannique. Commandeur de l'ordre de l'Empire britannique, docteur ès sciences de la British Academy, Haggett est professeur émérite en géographie urbaine et régionale à l’École des sciences géographiques de l'université de Bristol depuis 1966.
En 1991, il est le premier récipiendaire du prix Vautrin-Lud, considéré comme le « Prix Nobel de géographie ».

## Biographie
Haggett est né en 1933 à Pawlett, un village rural du Somerset, et effectue son parcours scolaire à la Dr. Morgan's Grammar School de Bridgwater. Dans son enfance, il passe beaucoup de temps à se balader dans le comté, ce qui développa son intérêt pour la géographie.
En 1951, il passa son second cycle au St Catharine's College de l'université de Cambridge, ou il étudia la géographie. Peter Hall, lui aussi géographe urbain et prix Vautrin en 2001, fut l'un de ses contemporains. Haggett obtint son diplôme en 1954.
Sa carrière académique, qui dura plus de cinquante ans, est marquée essentiellement par des recherches dans le champ de la géographie humaine. Durant la dernière moitié de sa carrière, Haggett s'est spécialisé dans la géographie épidémiologique, ainsi que dans les relations spatiales et la répartition des maladies infectieuses.
Il est l'auteur ou l'éditeur de plus de trente livres sur la pratique de la géographie, ainsi que de théories et de recherches individuelles sur différents sujets. Il a occupé plusieurs postes d'enseignant, titulaire ou invité, dans différentes institutions du monde entier, mais il est plus particulièrement associé à l'université de Bristol en tant que lecteur et professeur de géographie depuis 1966.

## Distinctions

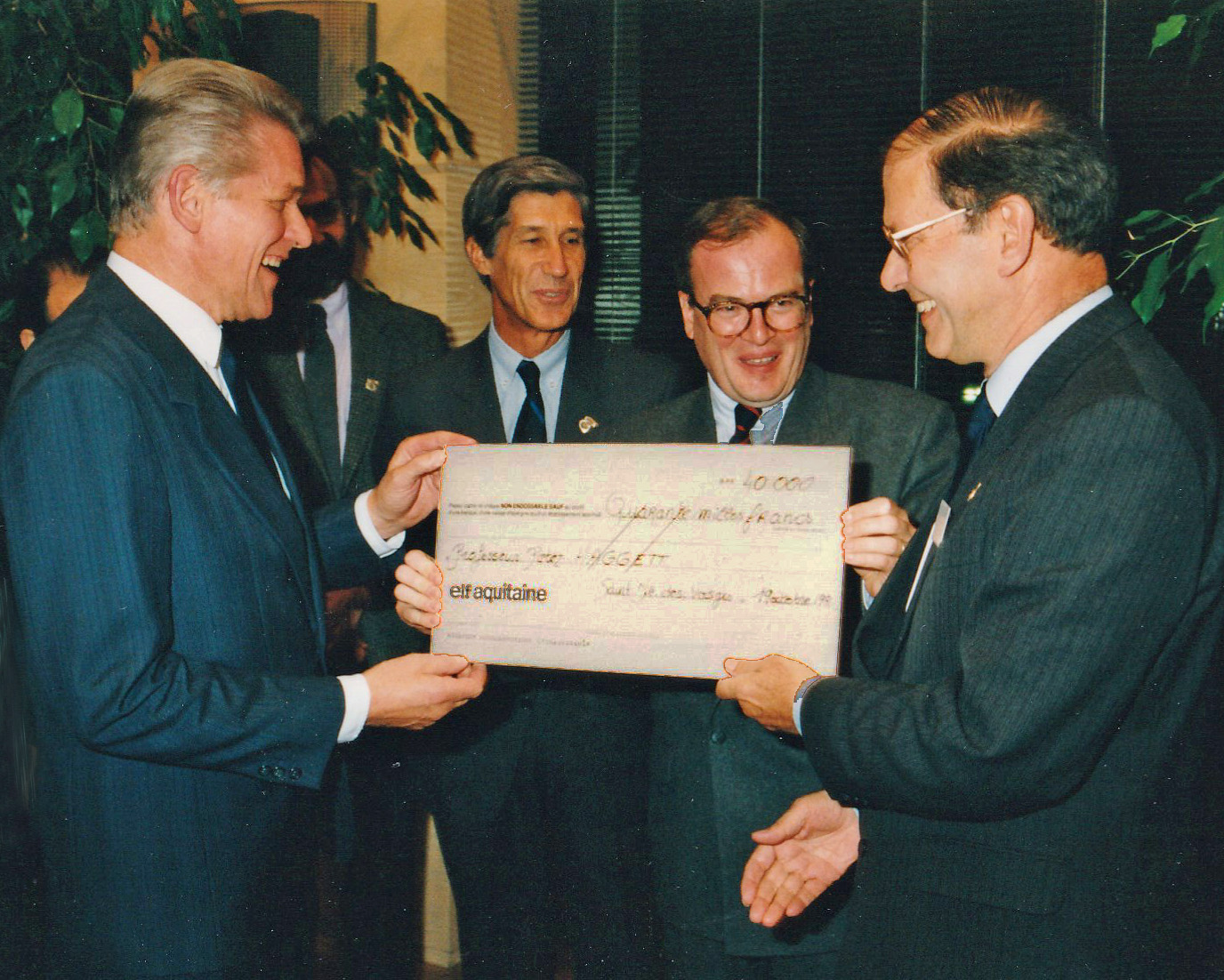
Peter Haggett recevant le prix Vautrin-Lud en 1991.

- Lauréat du prix Vautrin-Lud, décerné pour la première fois en 1991, dans le cadre du Festival international de géographie créé l'année précédente.
- Commandeur de l'ordre de l'Empire britannique dans la liste d'honneur de l'anniversaire de la reine en 1993, pour « services rendus a la géographie urbaine et régionale ».